# آی‌ای‌آر-۴۷۱
آی‌ای‌آر-۴۷۱ (به انگلیسی: IAR-471) یک هواپیمای ساختِ کارخانهٔ ایندوستریا آئروناتیکا رومانا است. 